# 城平海
城平 海（きひら かい）は、日本の小説家である。早稲田大学法学部を卒業後、会社員を経て、1996年より雑誌 『G-men』 にて小説を発表する。その後、他の雑誌等にも小説・エッセイを発表し現在に至る。
2005年より単行本小説の発表を開始した。
一方でSTUDIO KAIZ（スタジオカイズ）を主宰し、木村べん、龍谷尚樹らイラストレーターの作品管理・紹介にも取り組んでいる。

## 作品リスト

### 単行本（小説）
- 『Four Seasons －季節は過ぎてまた街は緑に染まる－』 （出版：古川書房 2005年）
- 『アンナ・カハルナ』 （出版：古川書房 2006年）
- 『ハテルマ・ジャーニー －ハッピーロードをもう一度－』 （出版：古川書房 2007年）
- 『青いモノクローム』 （出版：古川書房 2011年）

### 単行本（コミック原作）
- 『Four Seasons』 （作画／MELU、出版：古川書房 2007年）
- 『ハテルマ・ジャーニー』 （作画／MELU、出版：古川書房 2008年）
- 『神楽舞』 （作画／戎橋政造、出版：古川書房 2009年）
- 『神楽舞 新装版』 （作画／戎橋政造、出版：古川書房 2015年）
- 『奴隷犬 徹也』（作画／戦艦コモモ、出版：メディレクト 2015年）